# Nicolau Tolentino de Almeida
Nicolao Tolentino de Almeida (10. september 1740 i Lissabon—23. juni 1811 sammesteds) var en portugisisk satiredigter.
I sine satiriske digte angreb han tidens dårlighed og efterlignede Sá de Mirandas Redondilhas. En satire over den styrtede minister Pombal skaffede ham et embede som sekretær i et af ministerierne. Almeidas samlede værker udkom i Lissabon 1801 i 2 bind; en ny udgave af hans værker i 3 bind udkom sammesteds 1861.